# Magnivray
Magnivray és un municipi francès situat al departament de l'Alt Saona i a la regió de Borgonya - Franc Comtat. L'any 2007 tenia 163 habitants.

## Demografia

### Població
El 2007 la població de fet de Magnivray era de 163 persones. Hi havia 60 famílies, de les quals 20 eren unipersonals (12 homes vivint sols i 8 dones vivint soles), 16 parelles sense fills, 16 parelles amb fills i 8 famílies monoparentals amb fills.
La població ha evolucionat segons el següent gràfic:
Habitants censats

### Habitatges
El 2007 hi havia 83 habitatges, 66 eren l'habitatge principal de la família, 7 eren segones residències i 10 estaven desocupats. 82 eren cases i 1 era un apartament. Dels 66 habitatges principals, 55 estaven ocupats pels seus propietaris, 11 estaven llogats i ocupats pels llogaters i 1 estava cedit a títol gratuït; 3 tenien dues cambres, 15 en tenien tres, 11 en tenien quatre i 38 en tenien cinc o més. 42 habitatges disposaven pel capbaix d'una plaça de pàrquing. A 19 habitatges hi havia un automòbil i a 33 n'hi havia dos o més.

### Piràmide de població
La piràmide de població per edats i sexe el 2009 era:
| Homes | Edats   | Dones |
| ----- | ------- | ----- |
| 0     | 95 o +  | 0     |
| 0     | 90 a 94 | 0     |
| 0     | 85 a 89 | 0     |
| 0     | 80 a 84 | 0     |
| 4     | 75 a 79 | 4     |
| 4     | 70 a 74 | 8     |
| 0     | 65 a 69 | 0     |
| 12    | 60 a 64 | 12    |
| 0     | 55 a 59 | 4     |
| 8     | 50 a 54 | 4     |
| 4     | 45 a 49 | 4     |
| 8     | 40 a 44 | 12    |
| 12    | 35 a 39 | 0     |
| 12    | 30 a 34 | 4     |
| 8     | 25 a 29 | 4     |
| 8     | 20 a 24 | 4     |
| 12    | 15 a 19 | 8     |
| 4     | 10 a 14 | 8     |
| 4     | 5 a 9   | 0     |
| 8     | 0 a 4   | 0     |

## Economia
El 2007 la població en edat de treballar era de 101 persones, 68 eren actives i 33 eren inactives. De les 68 persones actives 58 estaven ocupades (34 homes i 24 dones) i 10 estaven aturades (4 homes i 6 dones). De les 33 persones inactives 15 estaven jubilades, 8 estaven estudiant i 10 estaven classificades com a «altres inactius».

### Ingressos
El 2009 a Magnivray hi havia 67 unitats fiscals que integraven 163 persones, la mediana anual d'ingressos fiscals per persona era de 12.347 €.

### Activitats econòmiques
Dels 4 establiments que hi havia el 2007, 1 era d'una empresa de fabricació d'altres productes industrials, 1 d'una empresa de construcció i 2 d'empreses de comerç i reparació d'automòbils.
L'únic servei als particulars que hi havia el 2009 era una lampisteria.
L'any 2000 a Magnivray hi havia 6 explotacions agrícoles que ocupaven un total de 306 hectàrees.

## Poblacions més properes
El següent diagrama mostra les poblacions més properes.